# Carlo Bordini
Ne doit pas être confondu avec Carlo Bordoni.
Carlo Bordini, né le 2 septembre 1938 à Rome, mort le 10 novembre 2020 à Rome, est un historien et un poète italien contemporain.

## Biographie
Militant trotskyste dans les années 1960, Carlo Bordini est devenu chercheur en histoire à l'université de Rome « La Sapienza », où il s'est spécialisé sur l'histoire de l'amour et de la famille au XVIIIe siècle.
Influencé par Guillaume Apollinaire, il est à l'origine d'un courant de poésie narrative, qui compte comme autres représentants importants Mauro Fabi (né à Rome en 1959) et Andrea Di Consoli (né à Zurich en 1976).
Proche de Luigi Ghirri et de Giorgio Messori, il partage avec ce photographe et cet écrivain la recherche de la simplicité. Il a redonné à cette notion liée à la philosophie classique, mystique ou métaphysique, une dimension humaniste qui se rapproche à la fois de l'idéal renaissant - dans le rapport recherché entre microcosme et macrocosme- et des découvertes scientifiques contemporaines - auxquelles il fait référence dans son poème Poussière.
On lui doit également un roman, Gustavo, qui raconte l'histoire d'un homme qui abandonne une femme et sombre peu à peu dans la folie.
Carlo Bordini a composé avec la peintre Rosa Foschi Patella, le livre d'artiste Polvere, et avec le musicien Patrizio Esposito, Voyage 5, e Mas($)acro, opéra pop.
Il a été l'un des fondateurs de la maison d'édition Aelia Laelia, où il a notamment publié Appunti sparsi e persi d'Amelia Rosselli. Il s'est occupé de la section « poésie » du festival Negramaro à Lecce en 2008. Il a participé au 46e Colloque international de l'association des écrivains de Serbie (Belgrade 2009).
Carlo Bordini collabore à L'Unità, aux revues Poesia et Sagarana. Il a participé, en 2007, au XVe Festival international de Poésie de Bogotà et au IVe Festival International de Poésie de Granada (Nicaragua) en 2008.
On lui doit enfin de courts essais sur Pier Paolo Pasolini et Luigi Ghirri.

## Œuvres

### Publications en italien

#### Œuvres poétiques
- Strana categoria, Rome, édition de l'auteur, 1975.
- Poesie leggere, Sienne, Barbablù, 1981.
- Strategia, Rome, Savelli, 1981.
- Pericolo, Reggio Emilia, Aelia Laelia, 1984.
- Mangiare, Rome, Empirìa, 1995.
- Polvere, Rome, Empirìa, 1999.
- Purpureo nettare, Bergame, Alla pasticceria del pesce, 2006.
- Sasso, Milan, Scheiwiller, 2008.
- Une anthologie de ses œuvres poétiques est parue sous le titre Pericolo, Poesie 1975-2001, San Cesario di Lecce, Manni, 2004.
- I costruttori di vulcani, poesie 1975-2010, Bologna, Luca Sossella, 2010.

#### Œuvres en prose
- Manuale di autodistruzione, Rome, Fazi, 1998 (réédité en 2004).
- Pezzi di ricambio, Rome, Empirìa, 2003 (proses courtes).
- Gustavo, una malattia mentale, Rome, Avagliano, 2006 (roman).
- Il a coordonné avec Antonio Veneziani l'anthologie Dal fondo, la poesia dei marginali, Rome, Savelli, 1978 (rééditée chez Avagliano en 2007), le recueil Renault 4, Scrittori a Roma prima della morte di Moro (Rome, Avagliano, 2007). Non è un gioco, notes de voyage autour de la poésie en Amérique du Sud, est sorti en 2008 chez Luca Sossella editore.

### Publications en français
- Danger / Pericolo, Évian, Alidades (2010). traduction et postface d’Olivier Favier..
- Manuel d'autodestuction, Genève, Metropolis, 1995. Traduction Vince Fasciani.
- Péril, poème hivernal, Genève, Metropolis, 1988. Traduction Daniel Colomar.
- Bien se conduire, récit, Genève, Les yeux ouverts, 1989. Traduction Daniel Colomar.
- Une petite fièvre, in "Exit" 46 (mars 2007), Québec, Canada. Traduction Antonella 'Agostino.
- Poussière/Polvere, Évian, Alidades. Texte suivi d'un essai sur Luigi Ghirri. Traduction et postface d'Olivier Favier.
- Plusieurs de ses textes ont été publiés en ligne sur Poezibao .